# Edward Huntington
Edward Vermilye Huntington (26 april 1874 – 25 november 1952) was een Amerikaanse wiskundige.

## Biografie
Huntington behaalde de B.A. en de M.A. aan Harvard University in respectievelijk 1895 en 1897. Na twee jaar lesgeven aan Williams College, begon hij een doctoraat aan de Universiteit van Straatsburg, dat in 1901 werd behaald. Vervolgens bracht hij zijn hele carrière door aan Harvard, waar hij in 1941 met pensioen ging. Hij gaf les aan de ingenieurschool en werd in 1919 benoemd tot hoogleraar mechanica. Hoewel Huntingtons onderzoek voornamelijk in de zuivere wiskunde lag, hechtte hij veel waarde aan het onderwijzen van wiskunde aan ingenieursstudenten. Hij was een voorstander van mechanische rekenmachines en had er een in zijn kantoor. Ook had hij een interesse in statistiek, wat ongebruikelijk was voor die tijd, en werkte hij tijdens de Eerste Wereldoorlog aan statistische vraagstukken voor het Amerikaanse leger.
Huntington’s primaire onderzoeksinteresse was de fundamenten van de wiskunde. Hij was een van de "Amerikaanse postulaten-theoretici" (volgens Michael Scanlan, de term is bedacht door John Corcoran), Amerikaanse wiskundigen die begin 20ste eeuw actief waren (waaronder E. H. Moore en Oswald Veblen) en axiomastelsels voor verschillende wiskundige systemen voorstelden. Hiermee droegen zij bij aan de oprichting van wat nu bekendstaat als metawiskunde en modeltheorie.
Huntington was wellicht de meest productieve van de Amerikaanse postulaten-theoretici en ontwikkelde axiomastelsels (die hij "postulaten" noemde) voor groepen, abeliaanse groepen, geometrie, het reële getalveld en complexe getallen. Zijn axiomatisering van de reële getallen in 1902 wordt beschouwd als "een van de eerste successen van abstracte wiskunde" en als het "opvullen van de laatste kloof in de fundamenten van de Euclidische geometrie". Huntington was bijzonder bedreven in het bewijzen van de onafhankelijkheid van axioma’s door een reeks modellen te vinden, waarbij elk model aan alle axioma’s behalve één voldoet. Zijn boek uit 1917 The Continuum and Other Types of Serial Order was destijds "... een veelgelezen inleiding op de Cantoriaanse  verzamelingenleer" (Scanlan 1999). Toch speelden Huntington en de andere Amerikaanse postulaten-theoretici geen rol in de opkomst van axiomatische verzamelingenleer die destijds in continentaal Europa plaatsvond. 
In 1904 legde Huntington Booleaanse algebra op een solide axiomaat basis. Hij herzag de axioma’s van de Booleaanse algebra in 1933 en bewees dat Booleaanse algebra slechts één binaire operatie (aangeduid door infix '+') nodig heeft die commutatief en associatief is, en één unitaire operatie, complementatie, aangeduid door een postfix prime. De enige verdere axioma die de Booleaanse algebra vereist (bekend als Huntingtons axioma) is:
(a '+b ')'+(a '+b)' = a
Huntington ontwikkelde de methode van gelijke verhoudingen of Huntington–Hill methode voor de verdeling van zetels in het Amerikaanse Huis van Afgevaardigden, als functie van de populatie van de staten, zoals bepaald in de volkstelling van de VS. Deze wiskundige algoritme wordt sinds 1941 gebruikt en is momenteel de gebruikte methode.
In 1919 was Huntington de derde voorzitter van de Mathematical Association of America, die hij mee oprichtte als charterlid en eerste vicepresident. Hij werd in 1913 gekozen tot lid van de American Academy of Arts and Sciences en in 1933 tot lid van de American Philosophical Society. In 1942 werd hij verkozen tot Fellow van de American Statistical Association.